# Raya Airways
Raya Airways Sdn Bhd (che opera come Raya Airways) è una compagnia aerea cargo con sede nel Raya Airways Center nel complesso cargo dell'aeroporto Sultan Abdul Aziz Shah a Subang, Malaysia. Offre servizi di trasporto aereo di merci tra la Malaysia peninsulare e la Malaysia orientale e fornisce servizi a società internazionali come DHL Express, United Parcel Service, Air Macau e CEN Worldwide, tra le altre.

## Storia
La compagnia aerea venne fondata nel novembre 1993 come Transmile Air. Raya Airways iniziò le operazioni con un Boeing 737 e un Cessna Grand Caravan per fornire un servizio di trasporto espresso aereo a Pos Malaysia Berhad per la sua attività di corriere verso la Malaysia orientale nel novembre 1993.
Nel 2000 è stato accolto nella flotta il primo Boeing 727; in cinque anni, per la crescente domanda di servizi di trasporto merci nella regione, Raya Airways ha aumentato la sua flotta di Boeing 727 a 10. Come parte della strategia per espandere le proprie operazioni e la rete di collegamenti, Raya Airways ha acquisito quattro MD-11 nel 2005.
Dal 2002 al 2006, Raya Airways ha fornito un servizio di trasporto aereo di merci ad Air Macau.
Nel 2014 è stata ribattezzata Raya Airways.

## Flotta

### Flotta attuale

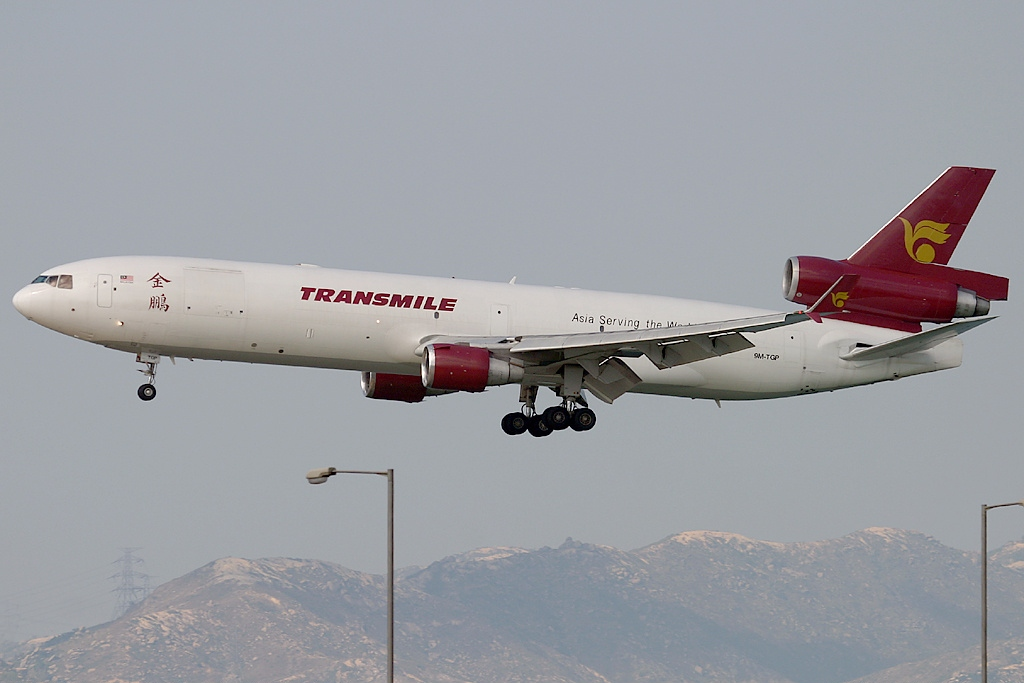
Uno degli ex MD-11; al tempo, la compagnia si chiamava ancora Transmile.

A maggio 2023 la flotta di Raya Airways è così composta:

### Flotta storica
Raya Airways operava in precedenza con:
- Boeing 727-200
- Boeing 737-200
- Boeing 757-200(PCF)
- Cessna 208 Caravan
- McDonnell Douglas DC-10
- McDonnell Douglas MD-11